# Passaconaway
Passaconaway est un sachem du peuple des Pennacooks. Il serait né entre 1550 et 1570 et la légende dit qu'il serait mort à l'âge de 120 ans, mais sa date de mort est inconnue. Son nom amérindien, Papisseconewa, signifierait « Enfant de l'ours ».

## Hommages
Le mont Passaconaway (1 232 m), dans le New Hampshire, porte aujourd'hui son nom.